# Straße des 17. Juni

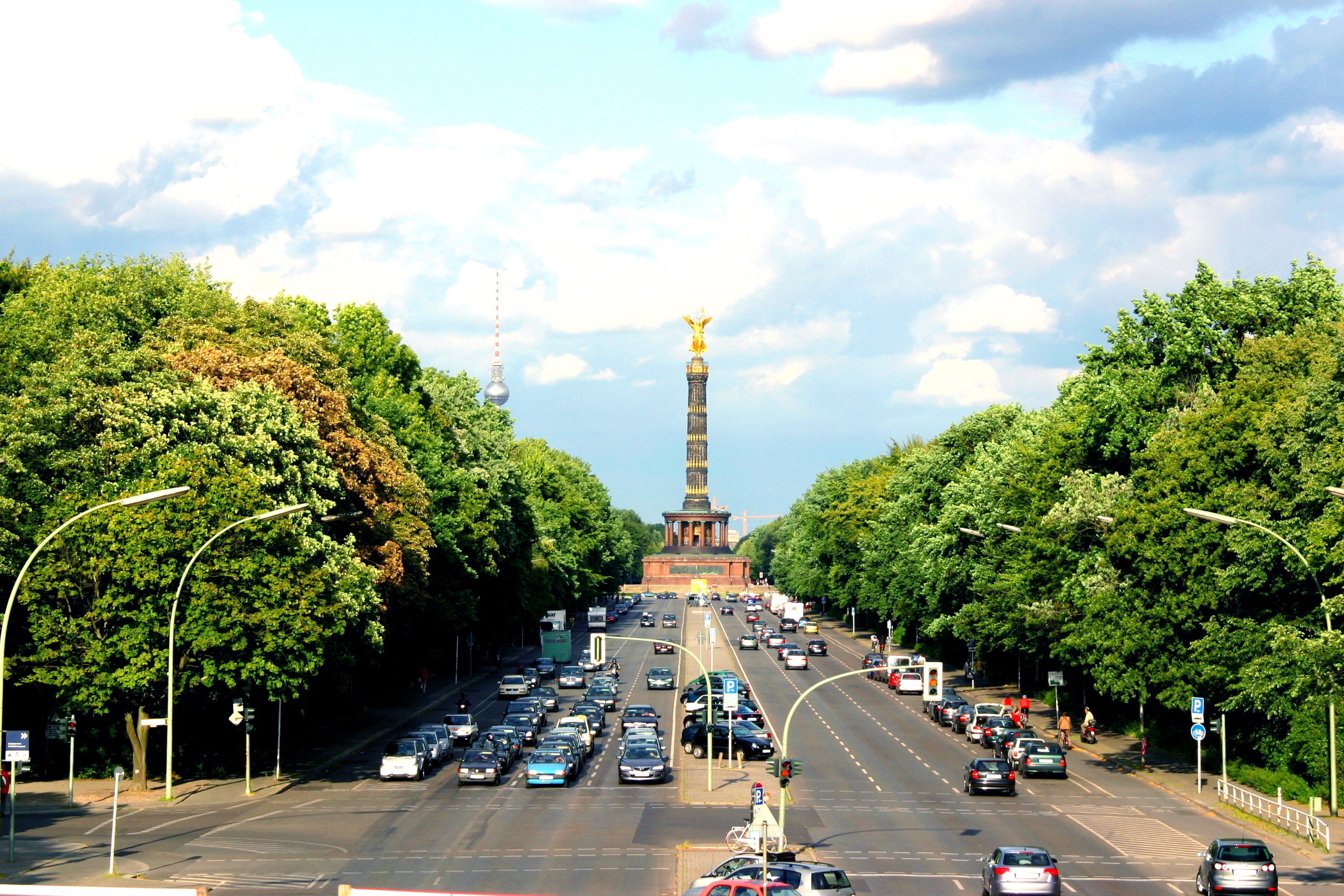
Vista da rua.

A Straße des 17. Juni é uma rua central da cidade de Berlim, capital da Alemanha e faz parte do grande eixo leste-oeste sendo parte também das rodovias federais 2 (Bundesstraße 2) e 5 (Bundesstraße 5). A rua está localizada nos bairros de Tiergarten (distrito Mitte) e Charlottenburg ( Distrito de Charlottenburg-Wilmersdorf). É dedicado à comemoração ao Levante Popular na RDA, antes de 1953, a rua era chamada de Charlottenburger Chaussee. É a continuação da Unter den Linden. É a única obra do arquiteto Albert Speer que permanece em uso após o regime nazista na Alemanha.